# Alter ego (film, 2010)
Pour les articles homonymes, voir Alter ego (homonymie).
Pour plus de détails, voir Fiche technique et Distribution.
Alter ego est un court métrage franco-luxembourgeois réalisé par Jérôme Nunes et sorti en 2010.

## Synopsis
Une nuit, errant dans les dédales d'une banlieue résidentielle déserte, une fille et un garçon ont de troubles expériences sexuelles, ou bien ne sont-elles que des fantasmes, des luttes contre leurs tourments intimes, des tentatives pour sortir de leur isolement…

## Thèmes et contexte
Jérôme Nunes : « Alter Ego est un film subjectif où l'univers sonore, le décor labyrinthique et la chronologie nous font pénétrer dans l'esprit du protagoniste. Finalement, le spectateur ne passera qu'un bref instant avec le personnage, mais un instant intense tiraillé entre les forces antagonistes que sont l'abattement et l'envie de vivre. »

## Fiche technique
- Titre original : Alter ego
- Réalisation : Jérôme Nunes
- Scénario : Jérôme Nunes
- Production : Alexander Dumreicher-Ivanceanu, Bady Minck, Marie Tappero, Patrick Gratian
- Musique : Jean-Marc Montera[2]
- Photographie : Jeff Kieffer
- Montage : Pia Dumont
- Son :
  - Enregistrement : Jean-Michel Tresallet
  - Bruitage : Matthieu Michaux
  - Montage : Pia Dumont
- Costumes : Floriane Gaudin
- Pays d'origine :  France,  Luxembourg
- Tournage :
  - Langue : français
  - Période : janvier-février 2009
  - Extérieurs : Marseille et Résidence de vacances de Carro à Martigues (Bouches-du-Rhône)
- Sociétés de production : La Compagnie d'Avril (France), Green House (France), Minotaurus Film (Luxembourg), avec le soutien du Ministère de la Jeunesse et des Solidarités actives / Dispositif Envie d'Agir – Défi Jeunes (France)
- Société de distribution : Minotaurus Film
- Format : noir et blanc et couleur HD — Red Cam Béta numérique — 16/9 — stéréo Dolby SR DTS
- Genre : court métrage, cinéma expérimental
- Durée : 14 min 19 s
- Dates de sortie :  5 mai 2010 (Marseille),  16 juillet 2010 (Esch-sur-Alzette)
- Mention CNC : tous publics (visa no 122527 délivré le 7 décembre 2009)

## Distribution
- Geoffrey Coppini : le jeune homme
- Laure Quenin : la jeune femme

## Distinctions
- Festival Reflets de Marseille 2010 : projection en soirée d'ouverture le 5 mai.
- Gaymat Festival 2010 d'Esch-sur-Alzette : projection le 16 juillet.